# ФРГ на Паралимпийских играх
ФРГ на Паралимпийских играх впервые приняла участие в 1960 году на летних Играх в Риме, и с тех пор принимала участие на всех летних Играх до Игр 1988 года включительно. На зимних Играх делегация ФРГ участвовала начиная с Игр 1976 года в Эрншёльдсвике до зимних Игр 1988 года в Инсбруке.
Спортсмены ФРГ завоевали на всех Играх в сумме 938 медалей, из них 354 золотые.
На летних Играх 1960 и 1964 годов команда ФРГ выступала под наименованием «Объединённая германская команда» (в некоторых источниках команда указана как «Западная Германия»), но спортсменов ГДР в ней не было.
После воссоединения Германии в 1990, начиная с зимних и летних Игр 1992 года, германские спортсмены, ранее выступавшие за ФРГ и ГДР, выступают в сборной Германии.

## Медальный зачёт

### Медали летних Паралимпийских игр
| Игры                          | Золото | Серебро | Бронза | Всего | Место |
| ----------------------------- | ------ | ------- | ------ | ----- | ----- |
| 1960 Рим                      | 15     | 6       | 9      | 30    | 3     |
| 1964 Токио                    | 5      | 2       | 5      | 12    | 9     |
| 1968 Тель-Авив                | 12     | 12      | 11     | 35    | 6     |
| 1972 Гейдельберг              | 28     | 17      | 22     | 67    | 1     |
| 1976 Торонто                  | 37     | 34      | 26     | 97    | 4     |
| 1980 Арнем                    | 68     | 48      | 46     | 162   | 3     |
| 1984 Сток-Мандевиль, Нью-Йорк | 81     | 76      | 75     | 232   | 5     |
| 1988 Сеул                     | 76     | 65      | 52     | 193   | 2     |
| Итого                         | 322    | 260     | 246    | 828   |       |

### Медали зимних Паралимпийских игр
| Игры              | Золото | Серебро | Бронза | Всего | Место |
| ----------------- | ------ | ------- | ------ | ----- | ----- |
| 1976 Эрншёльдсвик | 10     | 12      | 6      | 28    | 1     |
| 1980 Гейло        | 3      | 6       | 9      | 18    | 7     |
| 1984 Инсбрук      | 10     | 14      | 10     | 34    | 4     |
| 1988 Инсбрук      | 9      | 11      | 10     | 30    | 3     |
| Итого             | 32     | 43      | 35     | 110   |       |